# 極道
極道（ごくどう）とは、本来仏教用語で仏法の道を極めた者という意味であり、高僧に対し極道者（ごくどうしゃ）と称し肯定的な意味を指すものである。しかし、江戸時代より侠客（弱いものを助け、強い者を挫く）を極めた人物を称える時に『極道者』と称した事から、博徒（ばくちで生計を立てる者）までも極道と称する様になった。そのため、本来の意味を外れ道楽を尽くしている者、ならず者や暴力団員と同義語で使われる逆の意味で使用される事が多くなった。
明治期の落語や劇では、素行の落ち着かない者、就労せず遊んでいる者を、『極道』と呼んでいる。なお、ヤクザが自己を指して極道と言うのは、暴力団組員と呼ばれるのを嫌うためであるとされる。暴力団が極道を称するのは、かつての侠客に憧れを抱いているのが理由であるとされるが、実際の活動は反社会行動集団を指す。少なくとも一般人側から用いる場合は、侠客とは違って美称というニュアンスは全く無く、完全に蔑称である。
ヤクザは本来「何の役にも立たない」を意味する言葉で、極道という言葉の意味とは微妙な差異があるが、世間一般ではヤクザも極道もほぼ同意に取られる。いずれも「暴力団」に変わりはなく、法的な定義では同じ「暴力団員」である。また、暴力団員ではなくとも、反社会的な行動をする者をヤクザまたはヤクザ者と呼ぶこともある。